# 浦东开发开放30周年庆祝大会
浦东开发开放30周年庆祝大会，是2020年11月12日，中华人民共和国庆祝浦东开发开放政策的30周年庆祝大会。1990年中国共产党中央委员会、中华人民共和国国务院宣布此次决策，之后浦东的地区生产总值在之后20年里的增长了60多倍，成为中国改革开放的最重要标志之一。

## 背景
1986年4月，上海市人民政府提出开发浦东的初步方案，并向中央上报《上海市城市规划方案汇报的提纲》。1986年10月，国务院在批复《上海城市总体规划方案》中明确指出：“当前，特别要注意有计划地建设和改造浦东地区，要尽快修建黄浦江大桥及隧道等工程，在浦东发展金融、贸易、科技、高教和商业服务设施，建设新居住区，使浦东新区成为现代化新区。”1987年6月，上海市人民政府正式成立了“浦东新区中外联合咨询小组”，小组形成了为期一年的可行性研究。1989年5月，邓小平表示改革开放政策不变。1990年2月，国家计划委员会主任邹家华赶赴上海考察浦东。随后中国共产党上海市委员会和市政府《关于开发浦东、开放浦东的请示》呈送方案至中共中央、国务院。
1990年3月3日，邓小平找中共中央总书记江泽民、国务院总理李鹏谈话，指出当年经济发展速度滑坡问题，最后提出“上海是我们的王牌，把上海搞起来是一条捷径”。3月28日至4月8日，邹家华与中共中央政治局常委姚依林率团来到上海，就浦东开发问题做十天调研，并于4月10日向国务院会议上报了最终汇总方案。4月12日，中共中央总书记江泽民主持中共中央政治局会议，原则通过了国务院提交的浦东开发方案。4月18日，国务院总理李鹏在上海大众汽车有限公司成立五周年大会上，代表中央正式宣布浦东地区的开发政策。6月2日，中共中央、国务院下发《关于开发和开放浦东问题的批复》。9月，国务院批准建立上海浦东外高桥保税区。1991年初，邓小平在上海过春节，同当时中共上海市委书记朱镕基谈话，提出“开发浦东……是关系上海发展的问题，是利用上海这个基地发展长江三角洲和长江流域的问题。”
2005年，国家综合配套改革战略实施，浦东成为首个综合改革试验区。2009年，浦东与南汇合并，新浦东同年确定目标2020年建成国际金融中心、航运中心的核心区。2013年，上海自由贸易试验区在浦东设立。2019年，中国（上海）自由贸易试验区临港新片区正式揭牌。

## 活动内容
2020年11月12日上午，浦东开发开放30周年庆祝大会在上海世博中心举行。中共中央总书记、国家主席、中央军委主席习近平出席大会并讲话。会议由中共中央政治局委员、上海市委书记李强主持，丁薛祥、刘鹤、陈希、何立峰出席大会。随后会上浦东新区区委书记翁祖亮、上海外高桥集团股份有限公司董事长刘宏、中国科学院上海药物研究所原所长陈凯先先后发言。同日上午，习近平等还参观了“在国家战略的引领下——浦东开发开放30周年主题展”。
与此同时，11月11日，国务院总理李克强主持召开国务院常务会议，决定在在浦东新区开展市场准入“一业一证”试点，进一步深化上海自贸试验区改革。其旨在对小微企业和个体工商户的电商、建设工程施工、便利店、小餐饮、健身房、书店、电影院等31个行业，建立综合许可制度，将企业需要办理的多张许可证整合为一张行业综合许可证。改过去由国务院部门实施的25项许可等事项改为委托浦东新区受理和发证，实现市场主体“一证准营”。
11月12日晚，庆祝浦东开发开放30周年文艺晚会在上海大剧院举行。上海市委书记李强，上海市委副书记、市长龚正，上海市人大常委会主任蒋卓庆，上海市政协主席董云虎，上海市委副书记于绍良等人观看演出。

## 相关
- 长江三角洲城市群
- 改革开放
- 深圳经济特区建立40周年庆祝大会